# SV Voorwaarts (omnivereniging)
SV Voorwaarts is een sportvereniging uit Twello in de Nederlandse provincie Gelderland. 
De sporten die bij SV Voorwaarts beoefend worden zijn:
- Gymnastiek
- Handbal
- Voetbal
- Volleybal
- Toneel
- Beachvolleybal

Het sportpark van SV Voorwaarts heet Sportpark de Laene en is gevestigd aan de Kerklaan in Twello. Het complex is geopend op 3 juli 1949.

## Geschiedenis
De club werd opgericht als voetbalvereniging Amical in 1920, die na korte tijd weer failliet ging. De spelers die bij de voetbalclub zaten, gingen vrijwel allemaal naar Zwart-Wit in Bussloo. Na ruzies tussen de spelers uit Twello en Bussloo, besloten de spelers uit Twello een eigen voetbalclub op te richten onder de naam SV Voorwaarts.
In 1942 kwam hier gymnastiek bij, voornamelijk omdat men vond dat de voetballers ook een goede conditie moesten hebben. Gymnastiek werd al snel een aparte afdeling met eigen leden en activiteiten.
In 1957 werd er een afdeling volleybal opgericht, in 1965 gevolgd door een handbalafdeling.

## Bekende (oud-)spelers
Robert Horstink, een profvolleyballer die onder meer uitkwam voor Piet Zoomers/Dynamo, Sisley Treviso en was international bij Oranje. Hij speelde in zijn jeugd bij Voorwaarts Volleybal te Twello. Tegenwoordig actief bij Powervolley Revivre Milano in Italië.

## Volleybal
Beide hoogste teams van Voorwaarts spelen in de zaal op 3e divisie niveau.

## Beachvolleybal
Op 29 april 2012 werden drie nieuwe beachvolleybalvelden geopend door SV Voorwaarts. Nadat de velden aan een aantal keuringscriteria voldeden, zijn de beachvolleybalvelden uitgeroepen tot de beste van Nederland van 2012. De beachvolleybalvelden liggen aan de Kerklaan (Sportpark de Leane) waar ook de afdeling voetbal haar thuiswedstrijden speelt.